# Lindsaea austrosinica
Lindsaea austrosinica är en ormbunkeart som beskrevs av Ren-Chang Ching. Lindsaea austrosinica ingår i släktet Lindsaea och familjen Lindsaeaceae. Inga underarter finns listade.